# Pride and Glory (álbum)
Pride & Glory es el primer álbum con Zakk Wylde al frente. Tiene un sonido de rock sureño mayor que el de otros discos de Zakk Wylde, incorporando banjo, armónica y mandolina.
A su lanzamiento, su primer y único álbum fue visto como una salida casi completa de la música con la que Zakk era conocido con Ozzy, debido al dominante sonido de rock sureño del álbum probó una influencia prevaleciente en Zakk que mantenía en su música hasta entonces, incluyendo el álbum debut de Black Label Society, Sonic Brew. El álbum trae al frente la habilidad de composición de Zakk; hay gran variedad y las canciones son muy dinámicas entre sí, con una cantidad de ellas con improvisaciones muy sueltas, concretamente "Shine On" y "Toe'n the Line."
Tanto "Losin' Your Mind" como "Horse Called War" fueron lanzadas como singles promocionales acompañados por videos musicales, mientras que "Troubled Wine" fue lanzado también como sencillo promocional pero sin video.
El álbum fue reestrenado en 1999 por Spitfire Records con un disco bonus de rarezas y material inédito.

## Listado de canciones
Todas las canciones escritas por Zakk Wylde, excepto dónde esté marcado.

| Original |                      |          |  |
| N.º      | Título               | Duración |  |
| 1.       | «Losin' Your Mind»   | 5:31     |  |
| 2.       | «Horse Called War»   | 5:01     |  |
| 3.       | «Shine On»           | 6:43     |  |
| 4.       | «Lovin' Woman»       | 3:48     |  |
| 5.       | «Harverster of Pain» | 5:06     |  |
| 6.       | «The Chosen One»     | 6:48     |  |
| 7.       | «Sweet Jesus»        | 3:49     |  |
| 8.       | «Troubled Wine»      | 5:40     |  |
| 9.       | «Machine Gun Man»    | 4:57     |  |
| 10.      | «Cry Me a River»     | 4:38     |  |
| 11.      | «Toe'n the Line»     | 7:15     |  |
| 12.      | «Found a Friend»     | 6:05     |  |
| 13.      | «Fadin' Away»        | 4:53     |  |
| 70:08    |                      |          |  |

| Bonus tracks japoneses |                                       |          |  |
| N.º                    | Título                                | Duración |  |
| 14.                    | «The Wizard» (Cover de Black Sabbath) | 4:44     |  |
| 15.                    | «Hate Your Guts»                      | 4:39     |  |
| 79:35                  |                                       |          |  |

## Listado de canciones de la reedición
Todas las canciones escritas por Zakk Wylde, excepto dónde esté marcado.

### Disco Uno
| Original |                      |          |  |
| N.º      | Título               | Duración |  |
| 1.       | «Losin' Your Mind»   | 5:31     |  |
| 2.       | «Horse Called War»   | 5:01     |  |
| 3.       | «Shine On»           | 6:43     |  |
| 4.       | «Lovin' Woman»       | 3:48     |  |
| 5.       | «Harverster of Pain» | 5:06     |  |
| 6.       | «The Chosen One»     | 6:48     |  |
| 7.       | «Sweet Jesus»        | 3:49     |  |
| 8.       | «Troubled Wine»      | 5:40     |  |
| 9.       | «Machine Gun Man»    | 4:57     |  |
| 10.      | «Cry Me a River»     | 4:38     |  |
| 11.      | «Toe'n the Line»     | 7:15     |  |
| 12.      | «Found a Friend»     | 6:05     |  |
| 13.      | «Fadin' Away»        | 4:53     |  |
| 14.      | «Hate Your Guts»     | 4:39     |  |
| 74:41    |                      |          |  |

### Disco Dos
| Original |                                              |          |  |
| N.º      | Título                                       | Duración |  |
| 1.       | «The Wizard» (Cover de Black Sabbath)        | 4:44     |  |
| 2.       | «Torn and Tattered»                          | 5:45     |  |
| 3.       | «In My Time of Dyin» (Cover de Led Zeppelin) | 7:30     |  |
| 4.       | «The Hammer & the Nail»                      | 2:38     |  |
| 5.       | «Come Together» (Cover de The Beatles)       | 3:55     |  |
| 24:32    |                                              |          |  |

## Personal
Pride & Glory
- Zakk Wylde – Voz líder y coros, guitarras, piano, mandolina, banjo, armónica
- James LoMenzo – bajo, coros, contrabajo, guitarra de doce cuerdas en "Fadin' Away"
- Brian Tichy – batería, percusión

Músicos adicionales
- Paul Buckmaster – arreglos musicales en "The Chosen One", "Sweet Jesus", y "Fadin' Away"
- Incluyendo la Sinfonía de Seattle conducida por Paul Buckmaster

Producción
- Producido por Rick Parashar
- Mezclado por Rick Parashar y Jon Plum
- "Losin' Your Mind" y "Toe'n the Line" mezclado por Kelly Gray, Rick Parashar, y Jon Plum
- "Cry Me a River" producido por Pride & Glory y Greg Goldman, mezclado por Greg Goldman con el ayudante de ingeniero John Aguto
- Masterizado por George Marino